# ترازو (صورت فلکی)
صورت فلکی ترازو یا میزان از صورت‌های فلکی منطقةالبروجی است. مساحت این صورت فلکی ۵۳۸ درجه مربع می‌باشد.

## افسانه
ستارگان این بخش از آسمان در امتداد دایره البروج در ابتدا و در اصل چنگال‌های صورت فلکی مجاور یعنی عقرب را نشان می‌دادند. اسامی ستارگان درخشان تر میزان، گویای این وابستگی در گذشته‌است. در آن ایام خورشید در هنگام اعتدال پاییزی (حدود اول مهر) یعنی زمانی که طول روز و شب یکسان می‌شود، وارد میزان می‌گردید. به همین لحاظ حالت تعادل ترازو را تداعی می‌کرد.

## ستاره‌ها
ستاره آلفای صورت فلکی میزان به نام کفه جنوبی، به جای لغت چنگال جنوبی آمده‌است، این ستاره به نظر می‌رسد که دو تایی است، اما احتمال هم می‌رود که یک دو تایی اپتیکی باشد. ستاره درخشان تر ستاره‌ای با طیف A3 III، قدر ۲٫۸ و فاصله ۶۵ سال نوری است. ستاره کم نورتر از نوع F5 IV و قدر ۵٫۲ است که فاصله آن تا زمین هنوز مشخص نشده‌است. ستاره بتا یا کفه شمالی طیف آن از نوع B8 III با قدر ۲٫۶ و فاصله ۱۰۰ سال نوری است.

## اجرام عمقی آسمان
دارای NGC۵۸۹۷ است ولی به سادگی قابل مشاهده نیست.